# Опалиха (Кстовский район)
Опалиха — деревня в составе городского округа Нижний Новгород. Входит в состав Кстовского района.
Деревня расположена на федеральной трассе М7 «Волга» (Москва — Уфа).

## Население
| 2002 | 2010 |
| ---- | ---- |
| 361  | ↗428 |